# Megamalai

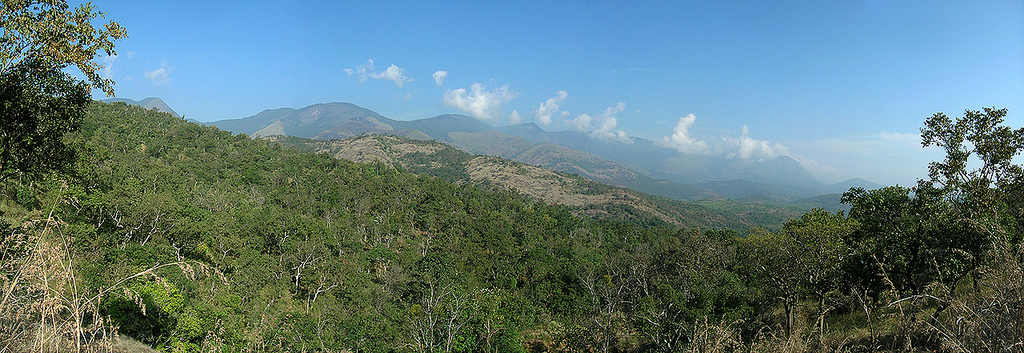
High Wavy Mountain Range

Megamalai oder Meghamalai (Tamil நங்கவள்ளி) ist ein Bergort mit ungefähr 9.000 Einwohnern im Distrikt Theni im südindischen Bundesstaat Tamil Nadu. Während der britischen Kolonialzeit war der Ort eine Hill Station.

## Lage und Klima
Megamalai liegt im Hinterland Tamil Nadus in den zu den Westghats gehörenden High Wavy Hills in einer Höhe von ca. 1200 m nahe der Grenze zum Bundesstaat Kerala. Die Millionenstadt Madurai ist gut 110 km (Fahrtstrecke) in nordöstlicher Richtung entfernt. Das Klima ist tropisch warm; Regen (ca. 1150 mm/Jahr) fällt überwiegend in der sommerlichen Monsunzeit.

## Bevölkerung
Nahezu alle Einwohner des Ortes sind Hindus. Der männliche Bevölkerungsanteil ist ca. 8 % höher als der weibliche. Ca. 40 % der Bevölkerung sind Analphabeten. Die meisten Einwohner sprechen Tamil als Muttersprache.

## Wirtschaft
Früher bildete die Landwirtschaft die Lebensgrundlage der als Selbstversorger lebenden Bevölkerung. Heute können die meisten Lebensmittel auf dem Markt oder von Straßenhändlern gekauft werden. Mittlerweile spielt der Erholungstourismus eine große Rolle für die Einnahmen der örtlichen Bevölkerung.

## Geschichte
Die ältere und mittelalterliche Geschichte des Ortes liegen weitgehend im Dunkeln; wahrscheinlich entstand er erst im 18. oder 19. Jahrhundert. In dieser Zeit gründeten die Briten hier eine Hill Station mit angeschlossenem Sanatorium zur gesundheitlichen Versorgung der Offiziere und höheren Beamtenschaft.

## Sehenswürdigkeiten
Megamalai hat keine historisch oder kulturell bedeutsamen Sehenswürdigkeiten. In landschaftlicher, botanischer und zoologischer Hinsicht bietet die fernab von menschlicher Einflussnahme gelegene Umgebung jedoch einiges, denn hier leben noch wilde Elefanten, Leoparden, Tiger, Gaure, Wasserbüffel, Affen etc.; auch Vogelbeobachtung (Bird Watching) ist möglich.